# Res Roma 2017-2018
Questa voce raccoglie le informazioni riguardanti la Società Sportiva Dilettantistica Res Roma nelle competizioni ufficiali della stagione 2017-2018.

## Organigramma societario
Organigramma societario tratto dal sito ufficiale.
Area direttiva
- Presidente: Nicola Franco
- Vicepresidente: Carlo Biasotto
- Direttore generale: Paolo Roberti
- Dirigente accompagnatore: Alessandro Paraskevas

Area tecnica
- Allenatore: Fabio Melillo
- Allenatore in seconda: Stefano Fiorucci
- Preparatore atletico: Claudia Ceccarelli
- Preparatore dei portieri: Mauro Patrizi
- Collaboratore tecnico: Ilaria Inchingolo
- Collaboratore tecnico: Marco Tondi
- Collaboratore tecnico: Alessio Gizzi

## Rosa
Rosa e numeri come da sito societario.
| N. |                   | Ruolo | Calciatrice       |
| -- | ----------------- | ----- | ----------------- |
| 3  | Italia (bandiera) | D     | Clarissa Romanzi  |
| 4  | Italia (bandiera) | D     | Federica Savini   |
| 6  | Italia (bandiera) | A     | Miriam Picchi     |
| 7  | Italia (bandiera) | A     | Claudia Natali    |
| 8  | Italia (bandiera) | C     | Manuela Coluccini |
| 9  | Italia (bandiera) | A     | Claudia Palombi   |
| 10 | Italia (bandiera) | A     | Vanessa Nagni     |
| 11 | Italia (bandiera) | D     | Luana Fracassi    |
| 14 | Italia (bandiera) | D     | Ludovica Chiappa  |
| 16 | Italia (bandiera) | D     | Benedetta Lommi   |
| 17 | Italia (bandiera) | A     | Camilla Labate    |
| 18 | Italia (bandiera) | C     | Claudia Ciccotti  |
| 19 | Italia (bandiera) | C     | Giada Greggi      |
| 21 | Italia (bandiera) | P     | Rosalia Pipitone  |
| 23 | Italia (bandiera) | D     | Marika Graziosi   |

| N. |                   | Ruolo | Calciatrice        |
| -- | ----------------- | ----- | ------------------ |
| 93 | Italia (bandiera) | A     | Melania Martinovic |
| 97 | Italia (bandiera) | C     | Flaminia Simonetti |
| 99 | Italia (bandiera) | P     | Alessia Parnoffi   |
|    | Italia (bandiera) | D     | Giulia Colini      |
|    | Italia (bandiera) | C     | Raffaella Giuliano |
|    | Italia (bandiera) | D     | Giulia Liberati    |
|    | Italia (bandiera) | D     | Cristiana Mosca    |
|    | Italia (bandiera) | C     | Eva Biasotto       |
|    | Italia (bandiera) | C     | Filomena Chaid     |
|    | Italia (bandiera) | C     | Heden Corrado      |
|    | Italia (bandiera) | C     | Angela Orlando     |
|    | Italia (bandiera) | C     | Chiara Pienzi      |
|    | Italia (bandiera) | C     | Giorgia Valentini  |
|    | Italia (bandiera) | A     | Giulia Cosentino   |

## Calciomercato

### Sessione estiva
| Acquisti | Acquisti        | Acquisti | Acquisti |
| R.       | Nome            | da       | Modalità |
| -------- | --------------- | -------- | -------- |
| D        | Benedetta Lommi | Lazio    | [ 6 ]    |
| C        | Angela Orlando  |          | [ 7 ]    |

| Cessioni | Cessioni               | Cessioni                  | Cessioni   |
| R.       | Nome                   | a                         | Modalità   |
| -------- | ---------------------- | ------------------------- | ---------- |
| D        | Raffaella Giuliano     | East Tennessee State Uni. | [ 8 ]      |
| C        | Eva Biasotto           |                           | svincolata |
| C        | Arianna Caruso         | Juventus                  | [ 9 ]      |
| C        | Virginia Di Giammarino | Roma XIV                  |            |
| C        | Valentina Simeone      | Roma XIV                  | [ 6 ]      |
| C        | Veronica Spagnoli      | Latina                    | [ 10 ]     |

### Sessione invernale
| Acquisti | Acquisti           | Acquisti | Acquisti   |
| R.       | Nome               | da       | Modalità   |
| -------- | ------------------ | -------- | ---------- |
| D        | Raffaella Giuliano |          | svincolata |
| C        | Eva Biasotto       |          | svincolata |

| Cessioni | Cessioni      | Cessioni | Cessioni |
| R.       | Nome          | a        | Modalità |
| -------- | ------------- | -------- | -------- |
| D        | Giulia Colini | Lazio    |          |

## Risultati

### Serie A

#### Girone di andata
| Arbitro: | Costantino Cardella (Torre del Greco) |

|                            |           |  |
| Nagni 24’, 43’ Palombi 48’ | Marcatori |  |

| Arbitro: | Silvia Gasperotti (Rovereto) |

|                                                              |           |  |
| Glionna 27’ Fracassi 56’ (aut.) Boattin 64’ (rig.) Galli 79’ | Marcatori |  |

| Arbitro: | Stefania Menicucci (Lanciano) |

|  |           |           |
|  | Marcatori | 6’ Pirone |

| Arbitro: | Johannes Tappeiner (Merano) |

|                            |           |              |
| Camporese 44’ Clelland 46’ | Marcatori | 11’ Ciccotti |

| Arbitro: | Angelo Moretti (Città di Castello) |

|  |           |                                       |
|  | Marcatori | 11’, 45’, 61’ Martinovic 26’ Ciccotti |

| Arbitro: | Luca Cerioli (Livorno) |

|                                               |           |  |
| Martinovic 1’ Simonetti 19’ (rig.) Greggi 83’ | Marcatori |  |

| Arbitro: | Maria Teresa Travascio (Moliterno) |

|              |           |  |
| Quazzico 81’ | Marcatori |  |

| Arbitro: | Sergio Balbo (Caserta) |

|  |           |             |
|  | Marcatori | 23’ Tarenzi |

| Arbitro: | Sergio Palmieri (Conegliano) |

|                                                    |           |                    |
| Giugliano 25’ Girelli 75’ (rig.) Giacinti 77’, 80’ | Marcatori | 71’ (rig.) Palombi |

| Arbitro: | Daljit Singh (Macerata) |

|  |           |                                               |
|  | Marcatori | 9’, 45+1’ Bonetti 35’ (rig.) Linari 72’ Spord |

| Arbitro: | Stefano Peletti (Crema) |

|  |           |                    |
|  | Marcatori | 81’ (rig.) Palombi |

#### Girone di ritorno
| Arbitro: | Andrea Zanotti (Rimini) |

|  |           |               |
|  | Marcatori | 5’ Martinovic |

| Arbitro: | Agostino De Santis (Campobasso) |

|  |           |             |
|  | Marcatori | 75’ Isaksen |

| Arbitro: | Stefano Grassi (Forlì) |

|                        |           |  |
| Alborghetti 69’ (rig.) | Marcatori |  |

| Arbitro: | Domenico Mirabella (Napoli) |

|  |           |                             |
|  | Marcatori | 84’ Brumana 90+1’ Benedetti |

| Arbitro: | Antonio Di Reda (Molfetta) |

|                                |           |            |
| Nagni 13’ Simonetti 51’ (rig.) | Marcatori | 70’ Prugna |

| Arbitro: | Alessandro Negrelli (Finale Emilia) |

|                              |           |  |
| Kongoulī 22’ Wagner 39’, 85’ | Marcatori |  |

| Arbitro: | Costantino Cardella (Torre del Greco) |

|                         |           |               |
| Coluccini 87’ Nagni 89’ | Marcatori | 32’ Serturini |

| Arbitro: | Lorenzo Maccarini (Arezzo) |

|             |           |  |
| Tudisco 72’ | Marcatori |  |

| Arbitro: | Valerio Pezzopane (L'Aquila) |

|  |           |                               |
|  | Marcatori | 57’ Sabatino 65’, 74’ Girelli |

| Arbitro: | Simone Trevisan (Mestre) |

|                                                           |           |  |
| Linari 22’ (rig.) Mauro 29’ Parisi 58’ Bonetti 76’, 90+1’ | Marcatori |  |

| Arbitro: | Cosimo Delli Carpini (Isernia) |

|              |           |                      |
| Ciccotti 56’ | Marcatori | 90+1’ Tucceri Cimini |

### Coppa Italia

#### Primo turno
Accoppiamento A28
| Arbitro: | Valerio Pezzopane (L'Aquila) |

|                  |           |  |
| Nagni 76’ (rig.) | Marcatori |  |

| Arbitro: | Sergio Balbo (Caserta) |

|  |           |                                                |
|  | Marcatori | 12’ Nagni 17’ Simonetti 45’ Palombi 85’ Labate |

#### Secondo turno
| Arbitro: | Martina Molinaro (Lamezia Terme) |

|  |           |                                                                                   |
|  | Marcatori | 11’ Nagni 16’ Lommi 30’ Ciccotti 37’ Greggi 46’ (aut.) Trassari 77’ (aut.) Florio |

#### Terzo turno
| Arbitro: | Antonio Romanelli (Lanciano) |

|  |           |                                |
|  | Marcatori | 45’ Parascandolo 51’ Serturini |

## Statistiche

### Statistiche di squadra
| Competizione | Punti | In casa | In casa | In casa | In casa | In casa | In casa | In trasferta | In trasferta | In trasferta | In trasferta | In trasferta | In trasferta | Totale | Totale | Totale | Totale | Totale | Totale | DR  |
| Competizione | Punti | G       | V       | N       | P       | Gf      | Gs      | G            | V            | N            | P            | Gf           | Gs           | G      | V      | N      | P      | Gf     | Gs     | DR  |
| ------------ | ----- | ------- | ------- | ------- | ------- | ------- | ------- | ------------ | ------------ | ------------ | ------------ | ------------ | ------------ | ------ | ------ | ------ | ------ | ------ | ------ | --- |
| Serie A      | 22    | 11      | 4       | 1       | 6       | 11      | 15      | 11           | 3            | 0            | 8            | 8            | 21           | 22     | 7      | 1      | 14     | 19     | 36     | -17 |
| Coppa Italia | -     | 2       | 1       | 0       | 1       | 1       | 2       | 2            | 2            | 0            | 0            | 10           | 0            | 4      | 3      | 0      | 1      | 11     | 2      | +9  |
| Totale       | -     | 13      | 5       | 1       | 7       | 12      | 17      | 13           | 5            | 0            | 8            | 18           | 21           | 26     | 10     | 1      | 15     | 30     | 38     | -8  |

### Andamento in campionato
| Giornata  | 1 | 2 | 3 | 4 | 5 | 6 | 7 | 8 | 9 | 10 | 11 | 12 | 13 | 14 | 15 | 16 | 17 | 18 | 19 | 20 | 21 | 22 |
| --------- | - | - | - | - | - | - | - | - | - | -- | -- | -- | -- | -- | -- | -- | -- | -- | -- | -- | -- | -- |
| Luogo     | C | T | C | T | T | C | T | C | T | C  | T  | T  | C  | T  | C  | C  | T  | C  | T  | C  | T  | C  |
| Risultato | V | P | P | P | V | V | P | P | P | P  | V  | V  | P  | P  | P  | V  | P  | V  | P  | P  | P  | N  |
| Posizione | 1 | 6 | 7 | 9 | 6 | 5 | 7 | 7 | 8 | 8  | 8  | 6  | 7  | 7  | 7  | 7  | 8  | 8  | 8  | 8  | 8  | 8  |

Legenda:

Luogo: C = Casa; T = Trasferta. Risultato: V = Vittoria; N = Pareggio; P = Sconfitta.

### Statistiche delle giocatrici
| Giocatore     | Serie A  | Serie A | Serie A     | Serie A    | Coppa Italia | Coppa Italia | Coppa Italia | Coppa Italia | Totale   | Totale | Totale      | Totale     |
| Giocatore     | Presenze | Reti    | Ammonizioni | Espulsioni | Presenze     | Reti         | Ammonizioni  | Espulsioni   | Presenze | Reti   | Ammonizioni | Espulsioni |
| ------------- | -------- | ------- | ----------- | ---------- | ------------ | ------------ | ------------ | ------------ | -------- | ------ | ----------- | ---------- |
| E. Biasotto   | 2        | 0       | 0           | 1          | 1            | 0            | 1            | 0            | 3        | 0      | 1           | 1          |
| F. Chaid      | -        | -       | -           | -          | -            | -            | -            | -            | -        | -      | -           | -          |
| L. Chiappa    | 3        | 0       | 0           | 0          | -            | -            | -            | -            | 3        | 0      | 0           | 0          |
| C. Ciccotti   | 19       | 3       | 3           | 1          | 4            | 1            | 0            | 0            | 23       | 4      | 3           | 1          |
| G. Colini     | 5        | 0       | 2           | 2          | 3            | 0            | 0            | 0            | 8        | 0      | 2           | 2          |
| M. Coluccini  | 13       | 1       | 2           | 0          | 2            | 0            | 0            | 0            | 15       | 1      | 2           | 0          |
| H. Corrado    | 7        | 0       | 0           | 0          | 2            | 0            | 0            | 0            | 9        | 0      | 0           | 0          |
| G. Cosentino  | 0        | 0       | 0           | 0          | -            | -            | -            | -            | 0        | 0      | 0           | 0          |
| L. Fracassi   | 18       | 0       | 1           | 0          | 3            | 0            | 0            | 0            | 21       | 0      | 1           | 0          |
| R. Giuliano   | 1        | 0       | 0           | 0          | -            | -            | -            | -            | 1        | 0      | 0           | 0          |
| M. Graziosi   | 4        | 0       | 0           | 0          | 1            | 0            | 0            | 0            | 5        | 0      | 0           | 0          |
| G. Greggi     | 18       | 1       | 1           | 0          | 3            | 1            | 0            | 0            | 21       | 2      | 1           | 0          |
| C. Labate     | 22       | 0       | 2           | 0          | 3            | 1            | 0            | 0            | 25       | 1      | 2           | 0          |
| G. Liberati   | 0        | 0       | 0           | 0          | -            | -            | -            | -            | 0        | 0      | 0           | 0          |
| B. Lommi      | 19       | 0       | 1           | 0          | 2            | 1            | 0            | 0            | 21       | 1      | 1           | 0          |
| M. Martinovic | 14       | 5       | 2           | 0          | 2            | 0            | 0            | 0            | 16       | 5      | 2           | 0          |
| C. Mosca      | 3        | 0       | 0           | 0          | 1            | 0            | 0            | 0            | 4        | 0      | 0           | 0          |
| V. Nagni      | 19       | 4       | 1           | 0          | 4            | 3            | 0            | 0            | 23       | 7      | 1           | 0          |
| C. Natali     | 3        | 0       | 0           | 0          | 1            | 0            | 0            | 0            | 4        | 0      | 0           | 0          |
| A. Orlando    | 3        | 0       | 0           | 0          | 1            | 0            | 0            | 0            | 4        | 0      | 0           | 0          |
| C. Palombi    | 12       | 3       | 2           | 0          | 3            | 1            | 0            | 0            | 15       | 4      | 2           | 0          |
| A. Parnoffi   | 0        | 0       | 1           | 0          | 0            | 0            | 0            | 0            | 0        | 0      | 1           | 0          |
| M. Picchi     | 20       | 0       | 1           | 1          | 3            | 0            | 1            | 0            | 23       | 0      | 2           | 1          |
| C. Pienzi     | 0        | 0       | 0           | 0          | -            | -            | -            | -            | 0        | 0      | 0           | 0          |
| R. Pipitone   | 22       | -36     | 1           | 0          | 4            | -2           | 0            | 0            | 26       | -38    | 1           | 0          |
| C. Romanzi    | 21       | 0       | 1           | 0          | 2            | 0            | 1            | 0            | 23       | 0      | 2           | 0          |
| F. Savini     | 21       | 0       | 1           | 0          | 2            | 0            | 0            | 0            | 23       | 0      | 1           | 0          |
| F. Simonetti  | 18       | 2       | 2           | 1          | 4            | 1            | 0            | 0            | 22       | 3      | 2           | 1          |
| G. Valentini  | -        | -       | -           | -          | -            | -            | -            | -            | -        | -      | -           | -          |